# Parc national du Guanacaste (Belize)
Ne doit pas être confondu avec le Parc national de Guanacaste (Costa Rica)
Le parc national du Guanacaste, en anglais : Guanacaste National Park, se trouve dans le district de Cayo, au Belize. Il est le plus petit parc national du pays avec une superficie de 0,21 km2.

## Géographie
Le parc national de Guanacaste, d'une superficie de 20 hectares, se situe au centre du Belize, à 3 km au nord de Belmopan. Par sa situation, c'est le parc ayant l'accès le plus facile avec un véhicule. C'est aussi le plus petit parc national du Belize. 

## Historique
La zone est protégée en 1973 en tant que Crown Reserve (« Réserve de la Couronne »). En 1975, elle prend le nom de Guanacaste Park. En 1990, la réserve est reclassée en Parc national lors de la journée mondiale de l'environnement. Il est géré par la Belize Audubon Society (en). Pendant les premières années, le parc est géré grâce à l'aide de bénévoles ; c'est en 1987 que les premiers gardes forestiers travaillent à plein temps.
Il doit son nom à un immense guanacaste (Enterolobium cyclocarpum) qui a échappé à l'exploitation forestière car son tronc s'est divisé en trois près de sa base, réduisant ainsi sa valeur marchande. En 2006, le plus grand et plus ancien guanacaste du parc est coupé pour des raisons de sécurité.

## Flore et faune
L'habitat du parc est composé d'une forêt secondaire. Elle est formée de trois milieux forestiers : forêts tempérées décidues et mixtes, palmeraie de Attalea cohune (en) (le plus commun) et la ripisylve le long du fleuve Belize.
Outre le guanacaste qui lui a donné son nom, ce parc abrite également l'arbre à pluie, le sapotier, le Schizolobium et l'acajou du Honduras, arbre national du Belize. La biodiversité se retrouve également dans la grande richesse d'espèces animales. Parmi celles-ci se trouvent le cerf de Virginie, le jaguarondi, le kinkajou, le tatou à neuf bandes. Ce parc est également un lieu privilégié pour l'observation des oiseaux. Plus d'une centaine d'espèces différentes y ont été recensées, dont le motmot de Lesson et le tétéma coq-de-bois, mais aussi le pic enfumé, le trogon à tête noire, l'amazone à lores rouges, la paruline à tête cendrée, le martin-pêcheur d'Amérique et l'attila à croupion jaune. Parmi les plantes à fleurs, la Prosthechea cochleata, fleur nationale du Belize, peut y être observée.

## Tourisme
Le parc est ouvert au public uniquement en journée. Le prix d'entrée est de 1 dollar bélizien (BZD) pour les citoyens et 5 BZD pour les touristes. En plus d'un centre éducatif et d'une boutique de souvenirs, 3,2 km de sentiers sont aménagés. Le personnel du parc recommande aux visiteurs de porter des chemises à manches longues, des chaussures solides et un pantalon pour éviter tout contact avec des plantes toxiques.

## Galerie

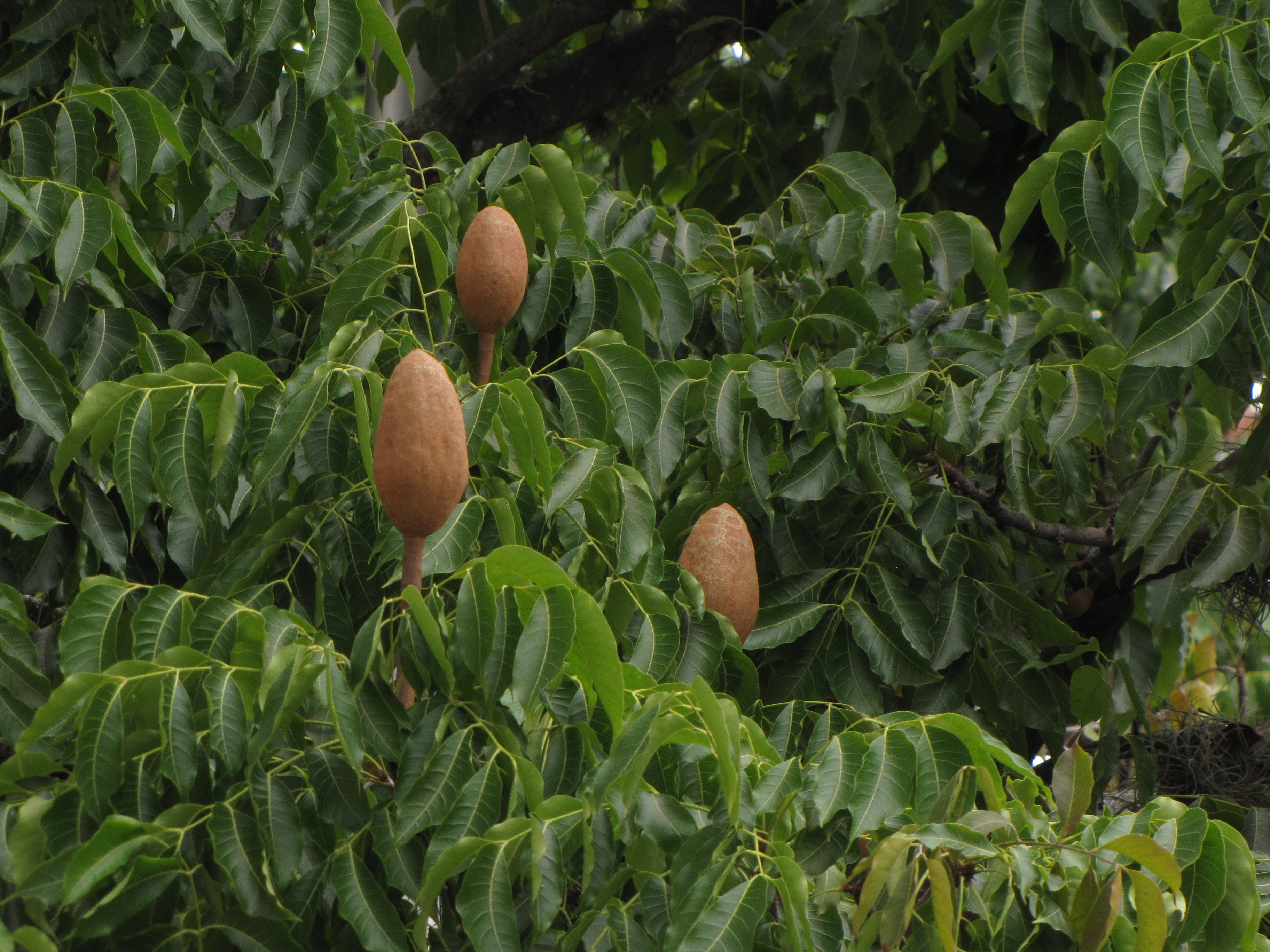
Swietenia macrophylla
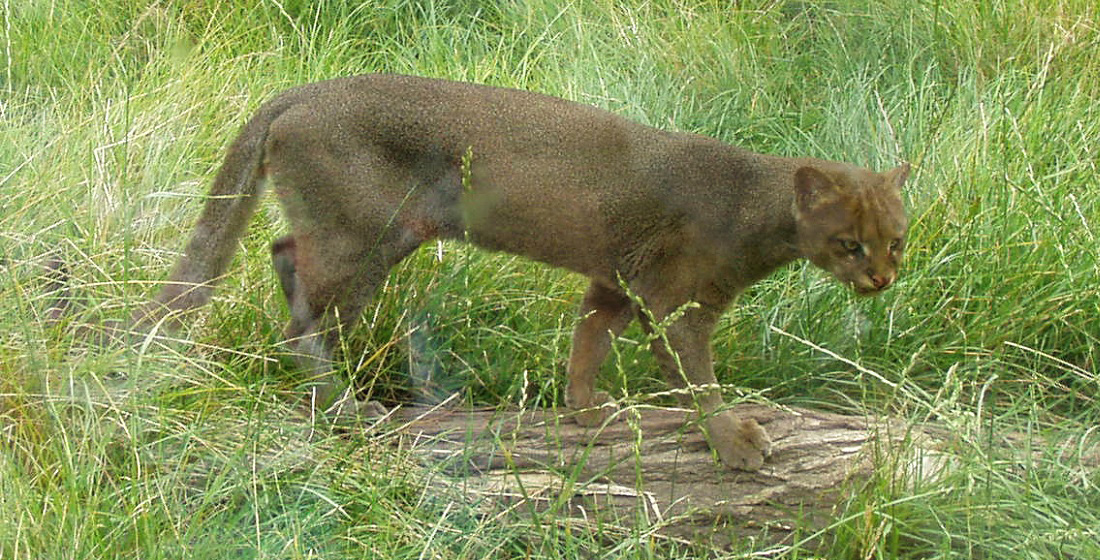
Jaguarondi
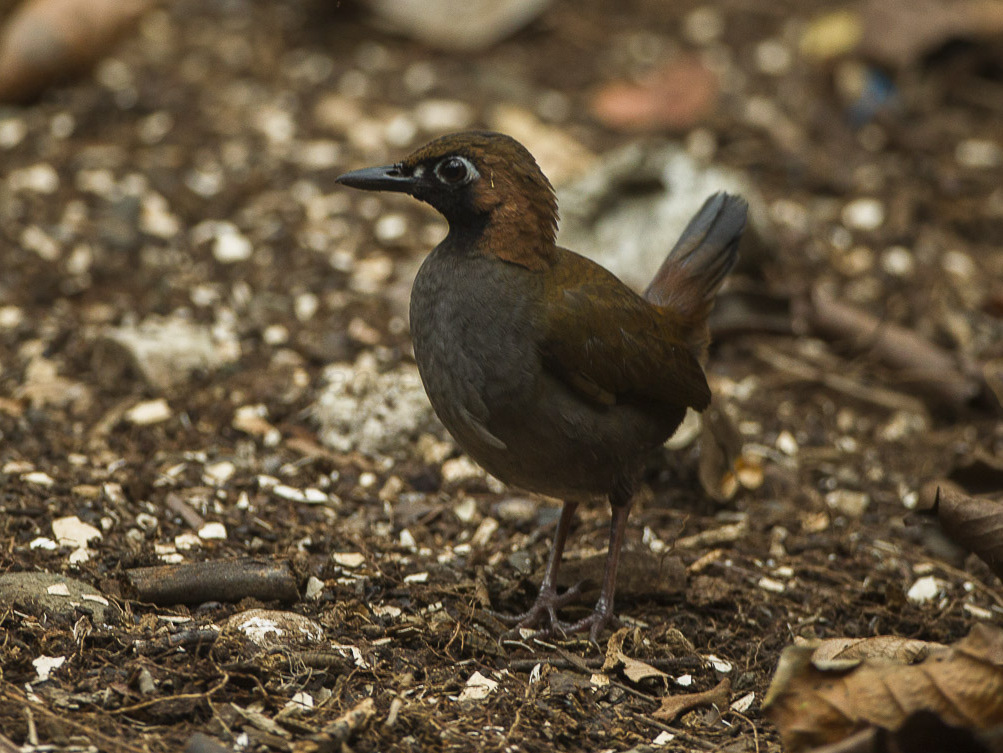
Tétéma coq-de-bois
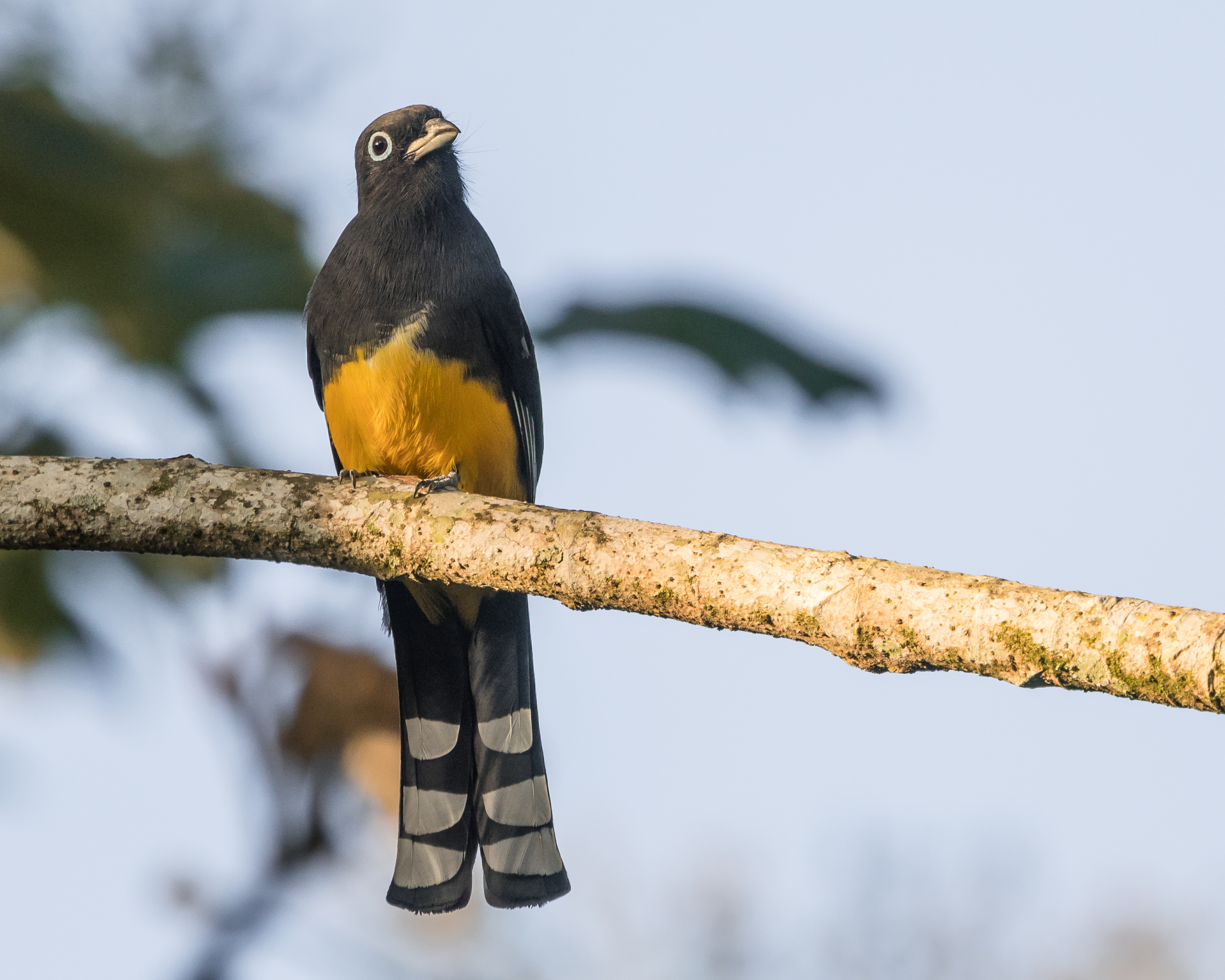
Trogon à tête noire
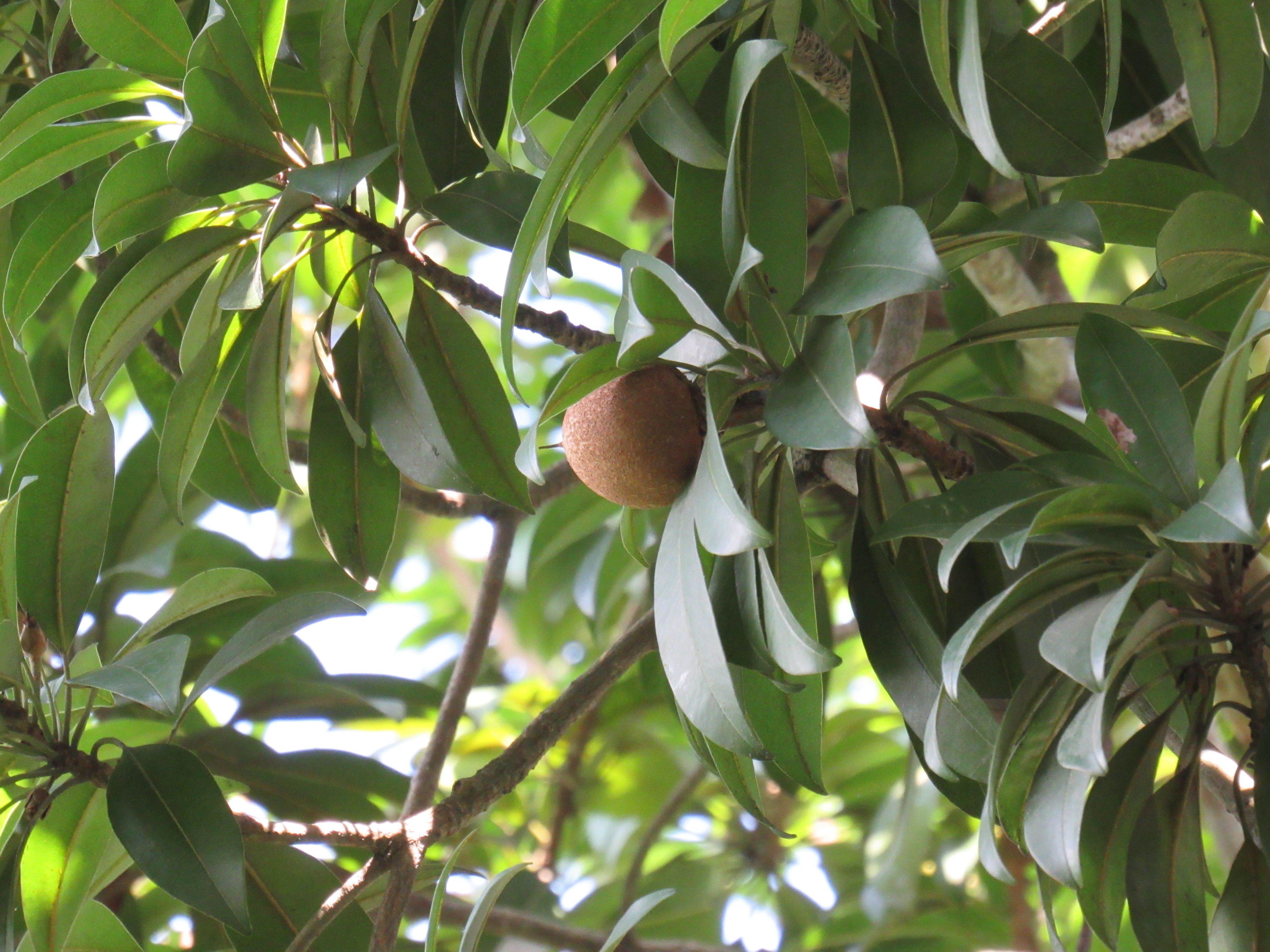
Sapotier
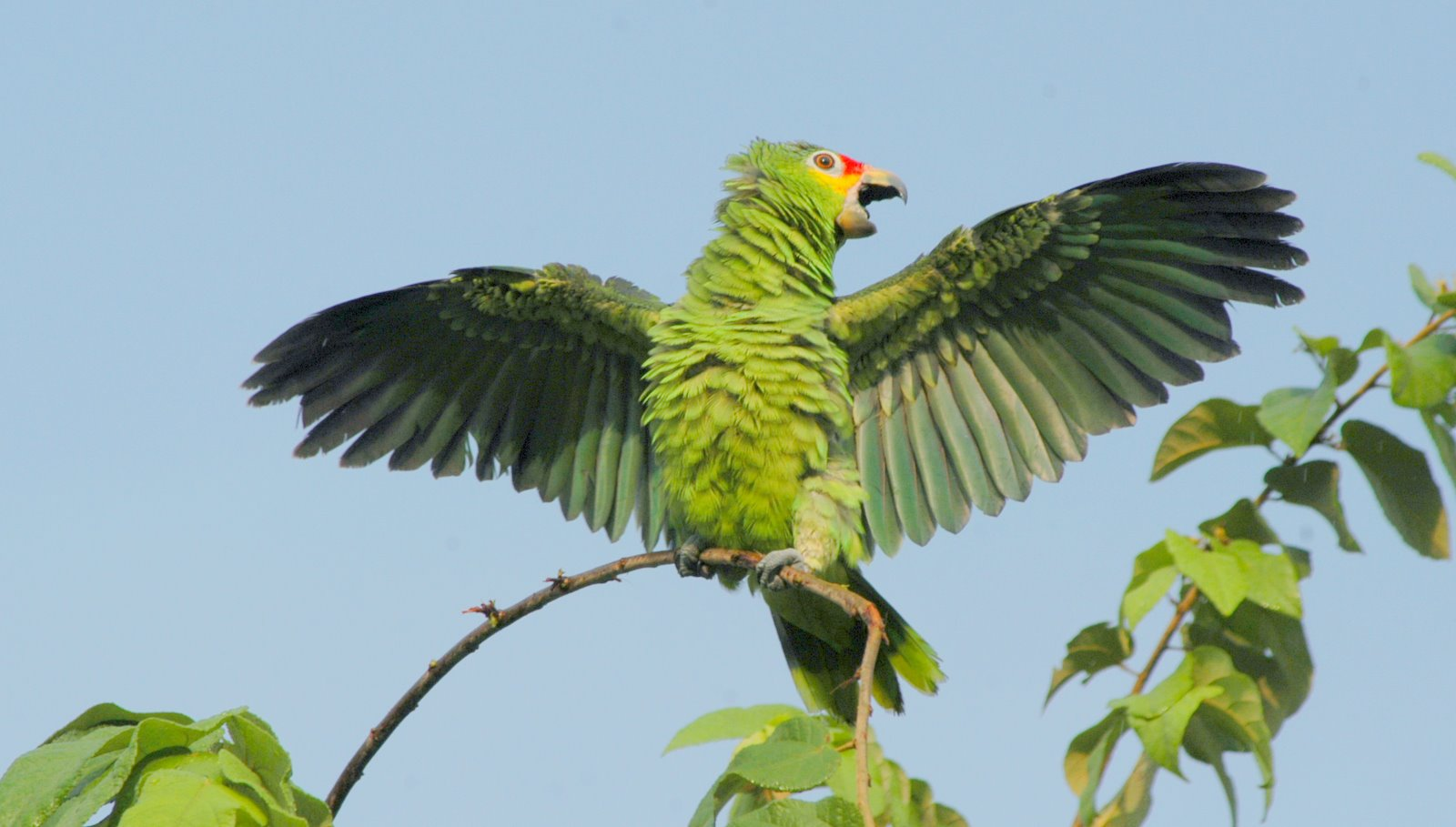
Amazone à lores rouges
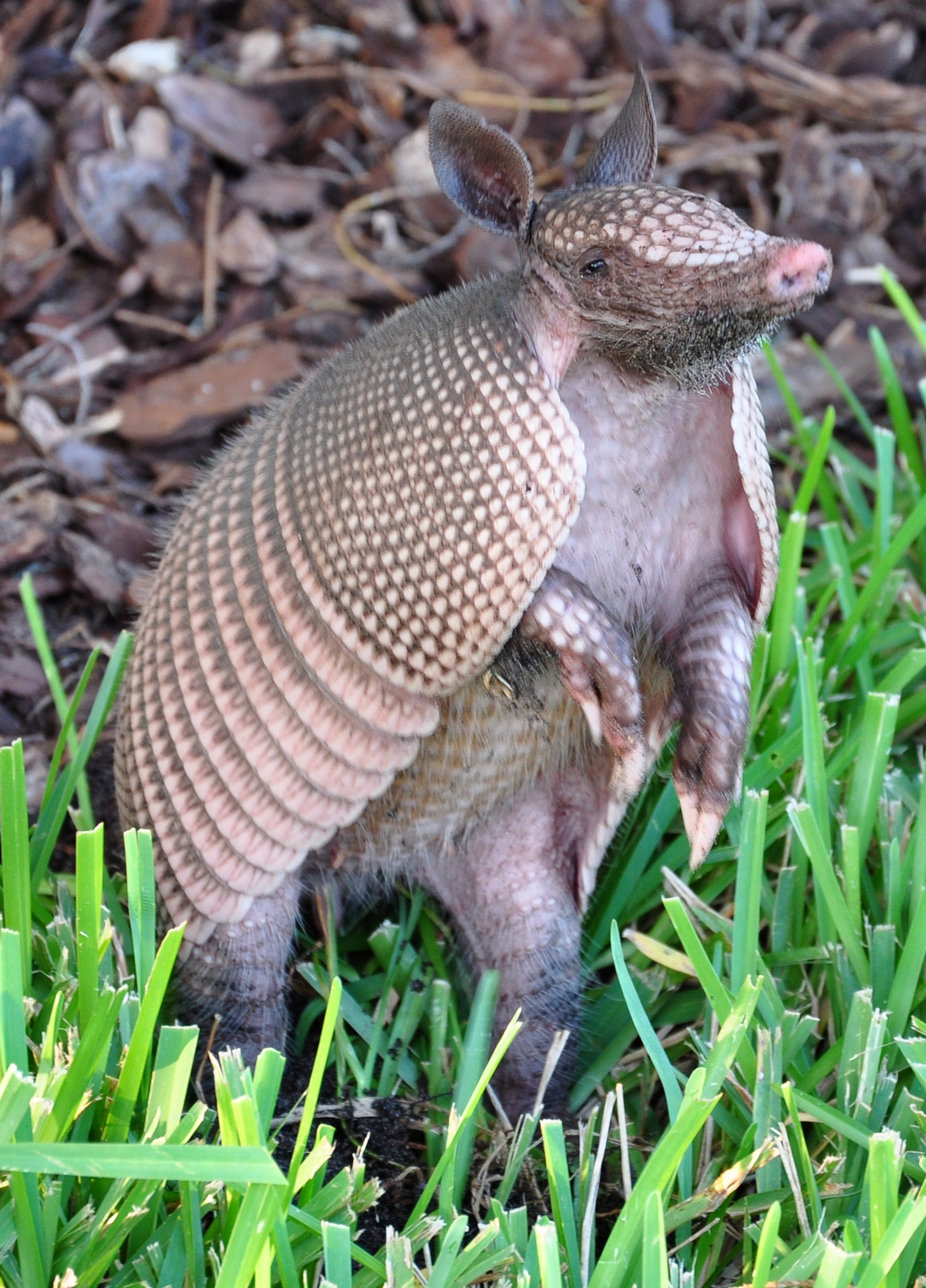
Tatou à neuf bandes
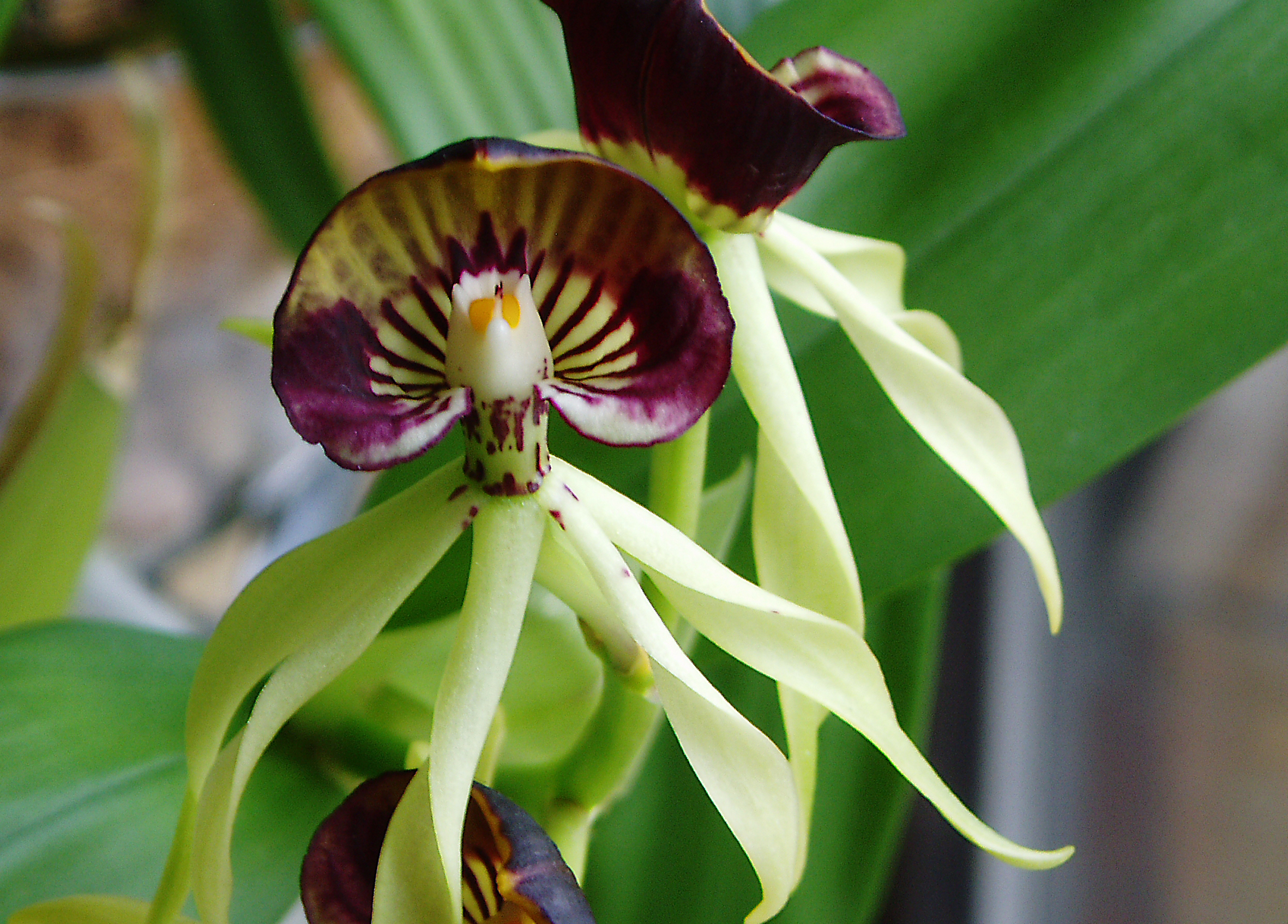
Prosthechea cochleata